# Saint-Georges-sur-Moulon
Saint-Georges-sur-Moulon é uma comuna francesa na região administrativa do Centro, no departamento Cher. Estende-se por uma área de 9,49 km². Em 2010 a comuna tinha 702 habitantes (densidade: 74 hab./km²).